# جائزة موناكو الكبرى 1965
جائزة موناكو الكبرى 1965 هو سباق فورمولا 1 أقيم بتاريخ 30 مايو 1965 في حلبة موناكو، مونت كارلو. كان الثاني من أصل 10 في بطولة العالم لسباقات الفورمولا واحد موسم 1965. حلّ البريطاني غراهام هيل أولا بينما جاء الإيطالي لورينزو بانديني في المركز الثاني وحصل على المركز الثالث البريطاني جاكي ستيورات.